# Operacja wiślańsko-odrzańska
Operacja wiślańsko-odrzańska znana również jako ofensywa styczniowa – operacja zaczepna Armii Czerwonej w ramach ofensywy przeciwko wojskom hitlerowskich Niemiec, przeprowadzona od 12 stycznia 1945 roku z linii Wisły i zakończona w lutym na linii Odry.

## Radzieckie plany ofensywy

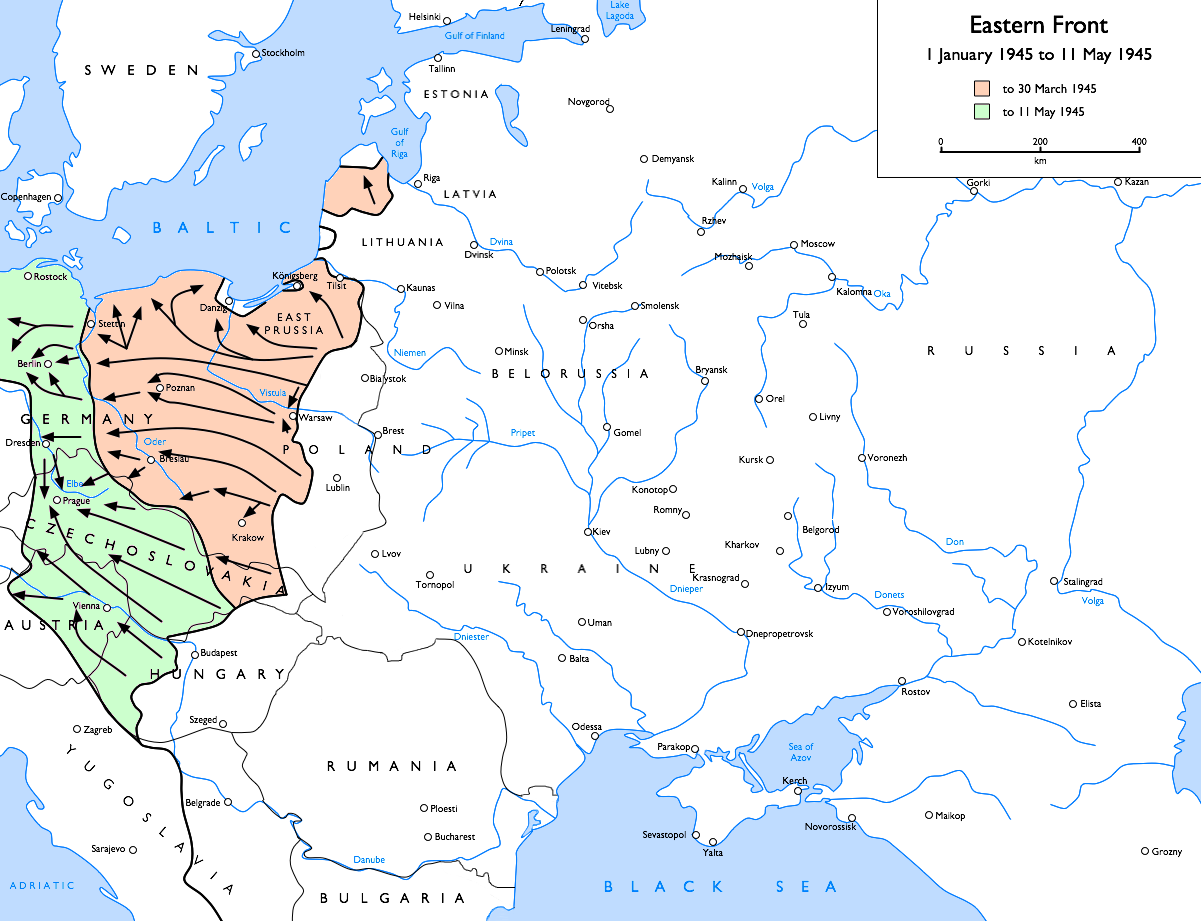
Front wschodni od stycznia do maja 1945 roku

Radziecki Sztab Generalny zdecydował się wykonać uderzenie w kierunku Berlina siłami 1., 2., 3 Frontu Białoruskiego oraz siłami 1 Frontu Ukraińskiego. Plan kampanii na rok 1945, został zatwierdzony przez radziecki Sztab Generalny w listopadzie 1944 roku.
Plan kampanii 1945 roku składał się z dwóch etapów, bez pauzy operacyjnej. Pierwszy etap miał trwać 15 dni, wojska nacierające miały zająć miasta Bydgoszcz, Poznań i Wrocław. W czasie trwania drugiego etapu Armia Czerwona i oddziały Wojska Polskiego, miały sforsować Odrę i doprowadzić do zdobycia Berlina. Drugi etap miał trwać 30 dni. W ciągu 45 dni wojska głównego zgrupowania uderzeniowego Armii Czerwonej miały wykonać marsz bojowy na odległość 700 kilometrów.
Alianci zachodni, mając trudności z powstrzymaniem nacierających wojsk niemieckich w Ardenach, zwrócili się o pomoc do dowództwa radzieckiego z prośbą o przyśpieszenie swojej ofensywy na froncie wschodnim, by odciążyć walczące na zachodzie wojska. Z prośbą tą do Józefa Stalina zwrócił się osobiśccie Winston Churchill. Termin ofensywy przesunięto z 20 na 12 stycznia 1945 roku.

## Niemieckie plany obrony
Już na początku 1944 szef sztabu Naczelnego Dowództwa Wojsk Lądowych, gen. Heinz Guderian, zaczął kreślić niemieckie plany obrony na terenie między Wisłą i Odrą. Miał to być szereg ufortyfikowanych linii obronnych:
- linia a – ciągnąca się od Mazur poprzez linię Bzury, Pilicę i dalej na południe między Krakowem a Kielcami,
- linia b – biegnąca od Gdańska przez Grudziądz, Toruń, Włocławek, a dalej wzdłuż Warty, pomiędzy Katowicami i Krakowem do Wagu,
- linia c – opierała się o Wał Pomorski, będący częścią linii d, biegła przez Piłę i Poznań do Głogowa,
- linia d – stanowiły ją Wał Pomorski, Międzyrzecki Rejon Umocniony, a następnie górna Odra,
- linia e – od Szczecina wzdłuż linii Odra – Nysa Łużycka, następnie przez Sudety do Kłodzka a stąd przez Ołomuniec i Brno.

Ważnym elementem wszystkich tych linii miały być dawne umocnione miasta-twierdze rozbudowane o otaczające je nowe rejony umocnione. W doktrynie tej Guderian zakładał, że nawet odcięta twierdza angażuje więcej sił wroga, niż żołnierze stanowiący jej obsadę. Poznań, w związku ze swym położeniem w centrum „linii c” w prostej linii między Warszawą, pod którą stykały się dwa najpotężniejsze fronty radzieckie, a Berlinem, miał stanowić główny element tego pasa umocnień. Na komendanta twierdzy 25 września 1944 wyznaczony został gen. mjr Ernst Mattern.

## Przebieg

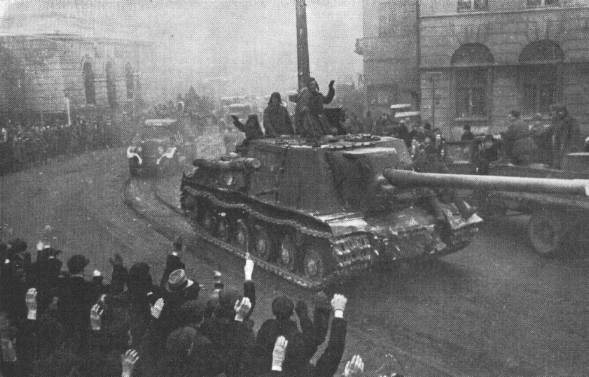
Mieszkańcy Łodzi pozdrawiają artylerzystów Armii Czerwonej podczas wkraczania do miasta. Pojazd widoczny na zdjęciu to działo samobieżne ISU-122, zdjęcie wykonano 19 stycznia 1945 roku

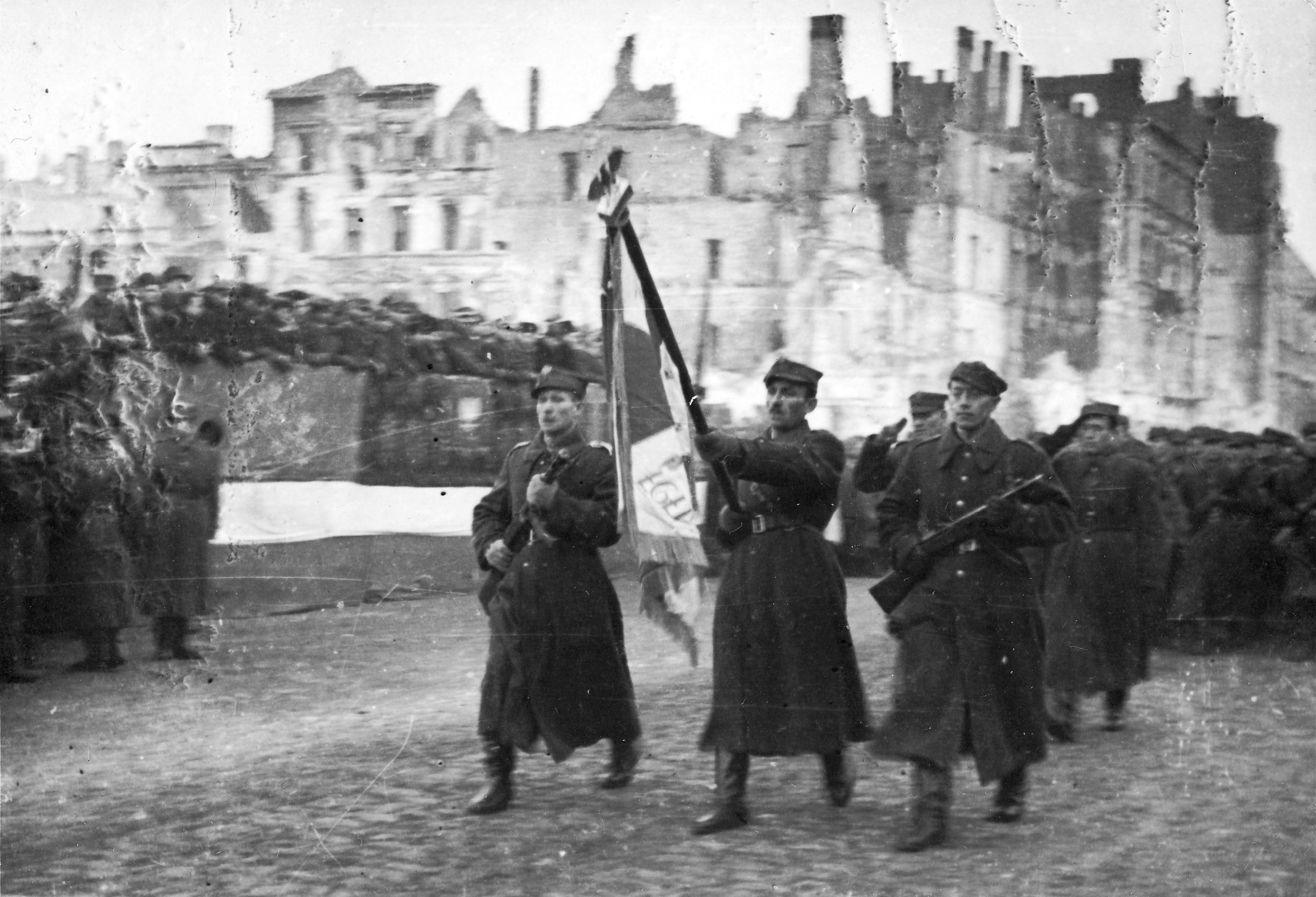
Defilada 1 Armii Wojska Polskiego na ulicy Marszałkowskiej w wyzwolonej Warszawie, 19 stycznia 1945 roku

W walkach brały udział jednostki 1 Frontu Białoruskiego oraz 1 Frontu Ukraińskiego, w skład tego pierwszego wchodziły polskie oddziały 1 Armii Wojska Polskiego oraz 2 Armii Wojska Polskiego z 1 Korpusem Pancernym. Niemcy bronili się siłami grup armii „A” oraz „Środek”.
Armia Czerwona przyjęła taktykę, którą umożliwiała im spora przewaga tak w sprzęcie, jak i w ludziach. Nie wdawali się w ciężkie boje i przewlekłe walki, silniejsze zgrupowania przeciwnika okrążano prąc dalej na zachód i licząc na ich poddanie się, wynikające z beznadziejnej sytuacji, bądź powolną likwidację w późniejszym terminie.
W wyniku przeprowadzonych działań bojowych przez Armię Czerwonej i Wojsko Polskie (ludowe) zmuszono wojska niemieckie do odwrotu, co było równoznaczne z zakończeniem okupacji niemieckiej na pozostałych ziemiach II Rzeczpospolitej. W wyniku bitew i walk zdobyte zostały m.in. miasta:
- Kielce: 15 stycznia
- Częstochowa: 16 stycznia
- Radom: 16 stycznia
- Warszawa: 17 stycznia
- Kraków: 18 stycznia
- Łódź: 19 stycznia
- Koło: 20 stycznia
- Poznań: 23 lutego
- Bydgoszcz: 27 stycznia.

Wyzwolono także obóz koncentracyjny Auschwitz-Birkenau 27 stycznia oraz przełamano Międzyrzecki Rejon Umocniony 30 stycznia.
Następnie wojska radzieckie przeszły do forsowania Odry i szturmu na Berlin.

### Działania 1 Frontu Białoruskiego

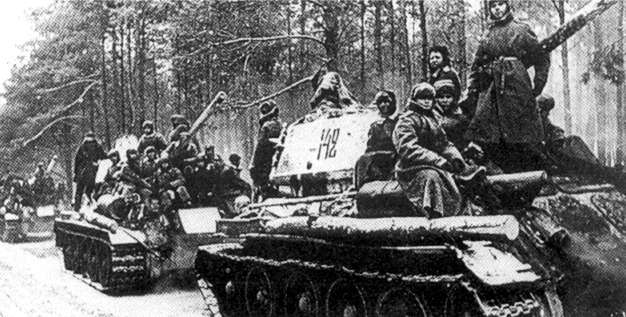
Kolumna radzieckich czołgów podczas operacji wiślańsko-odrzańskiej

1 Front Białoruski marszałka Gieorgija Żukowa miał rozbić warszawsko-radomskie zgrupowanie nieprzyjaciela, przełamać obronę niemieckiej 9 Armii Polowej, zająć Warszawę i głównymi siłami osiągnąć rubież: Piotrówek, Żychlin, Łódź, nacierając w ogólnym kierunku na Poznań. Zgodnie z dyrektywą dowódcy frontu związki operacyjne miały wykonać trzy uderzenia: główne, z przyczółka magnuszewskiego w kierunku na Białobrzegi – Skierniewice – Kutno; drugie, z przyczółka puławskiego w kierunku Radomia i Łodzi; pomocnicze, z rejonu Jabłonny – Legionowa i spod Warszawy, które miało za zadanie likwidację niemieckiego przyczółka w widłach Wisły i Bugonarwi oraz oskrzydlenie Warszawy od północnego zachodu. Spośród związków operacyjnych, rozpoczynających natarcie z przyczółka puławskiego, główne zadanie otrzymała 69 Armia gen. Władimira Kołpakcziego. Jej celem było przełamanie obrony nad Wisłą i natarcie na kierunku: Zwoleń – Radom – Tomaszów Mazowiecki – Łódź. Na południe od 69 Armii nacierać miała 33 Armia gen. Wiaczesława Cwietajewa, wykonująca główne uderzenie w kierunku na Szydłowiec i Skarżysko-Kamienną.
14 stycznia z przyczółka warecko-magnuszewskiego uderzyła radziecka 61 Armia dowodzona przez gen. płka Pawła Biełowa. Nacierała w kierunku Warki, Grójca i Grodziska, zaś w kierunku Warszawy ruszyły wojska 1 Armii Wojska Polskiego. 15 stycznia 47 Armia przeprawiła się przez Wisłę w rejonie Modlina i nacierała w kierunku tego miasta i Błonia, z zamiarem połączenia się z 61 Armią. Pierwszego dnia ofensywy wojska radzieckie przełamały pozycje wroga na froncie o długości 500 kilometrów. 18 stycznia po zajęciu lewobrzeżnej Warszawy 1 Armia Wojska Polskiego ruszyła do natarcia w kierunku Pomorza.
Fronty 1. i 2 Białoruski działały rozbieżnie. Dla obrony, jednostki polskie zostały skierowane i działały na prawym skrzydle 1 Frontu Białoruskiego. Generał Stanisław Popławski podzielił siły polskie na dwa ugrupowania. Zgrupowanie ubezpieczające tworzyły 3. i 6 Dywizja Piechoty, 2 Brygada Artylerii Haubic i 1 Pułk Moździerzy, reszta sił tworzyła trzon uderzeniowy. 1 Warszawska Brygada Pancerna im. Bohaterów Westerplatte została włączona w skład 50 Brygady Pancernej pułkownika Iosifa Czeriapkina.
19 stycznia jednostki polskie poruszały się w kierunku Bydgoszczy, wzdłuż lewego brzegu Wisły, drogą na Sochaczew, Gostynin i Brześć Kujawski. 1 Armia Wojska Polskiego, współdziałała z oddziałami 47 Armii i 2 Gwardyjskiej Armii Pancernej. 20 stycznia odbyła się próba zdobycia Poznania z marszu, oddziały armii radzieckiej zaczęły przekraczać dawną granicę niemiecko-polską. Dowództwo wojsk niemieckich dostrzegło zbliżającą się klęskę, przygotowując obronę na głównych węzłach drogowych oraz w miastach. W dniach od 24 stycznia do 23 lutego rozegrała się bitwa o Poznań. 25 stycznia na rozkaz Józefa Stalina została przeprowadzona próba zdobycia przyczółku na zachodnim brzegu rzeki Odry na kierunku berlińskim. Żukow powierzył dokonanie 150 km rajdu za linie wroga 1. i 2 Gwardyjskiej Armii Pancernej. Głównym celem wypadu było zdezorganizowanie obrony niemieckiej i przecięcie dróg odwrotu rozbitym jednostkom Wehrmachtu w stronę Berlina. 27 stycznia z armii wydzielono po jednym korpusie piechoty, w celu wzmocnienia jednostek pancernych nacierających w kierunku Kostrzyna. 28 stycznia 2 Gwardyjska Armia Pancerna przełamała pozycje umocnione Wału Pomorskiego na odcinku Stare Osieczno – Drawiny i kontynuowała marsz w kierunku Odry. Na szpicy posuwał się 1 Gwardyjski Korpus Zmechanizowany. 31 stycznia w rejonie Kienitza przeprawiły się przez Odrę jednostki 1 Gwardyjskiej Armii Pancernej. Napotkały one opór ze strony wojsk niemieckich na rubieży Pozycji Trzcielskiej i Międzyrzeckiego Rejonu Umocnionego.
2 lutego opór niemiecki został złamany; 11 Korpus Zmechanizowany przeprawił się po lodzie na drugi brzeg rzeki. Rozpoczęły się walki o utrzymanie przyczółku na Odrze. Od 3 lutego do 30 marca toczyły się walki o zdobycie Kostrzyna nad Odrą; miasto uległo zniszczeniu w ponad 90%. Od 15 do 18 lutego rozgrywały się walki o Stargard związane z niemiecką operacją „Sonnenwende”.

### Działania 1 Frontu Ukraińskiego

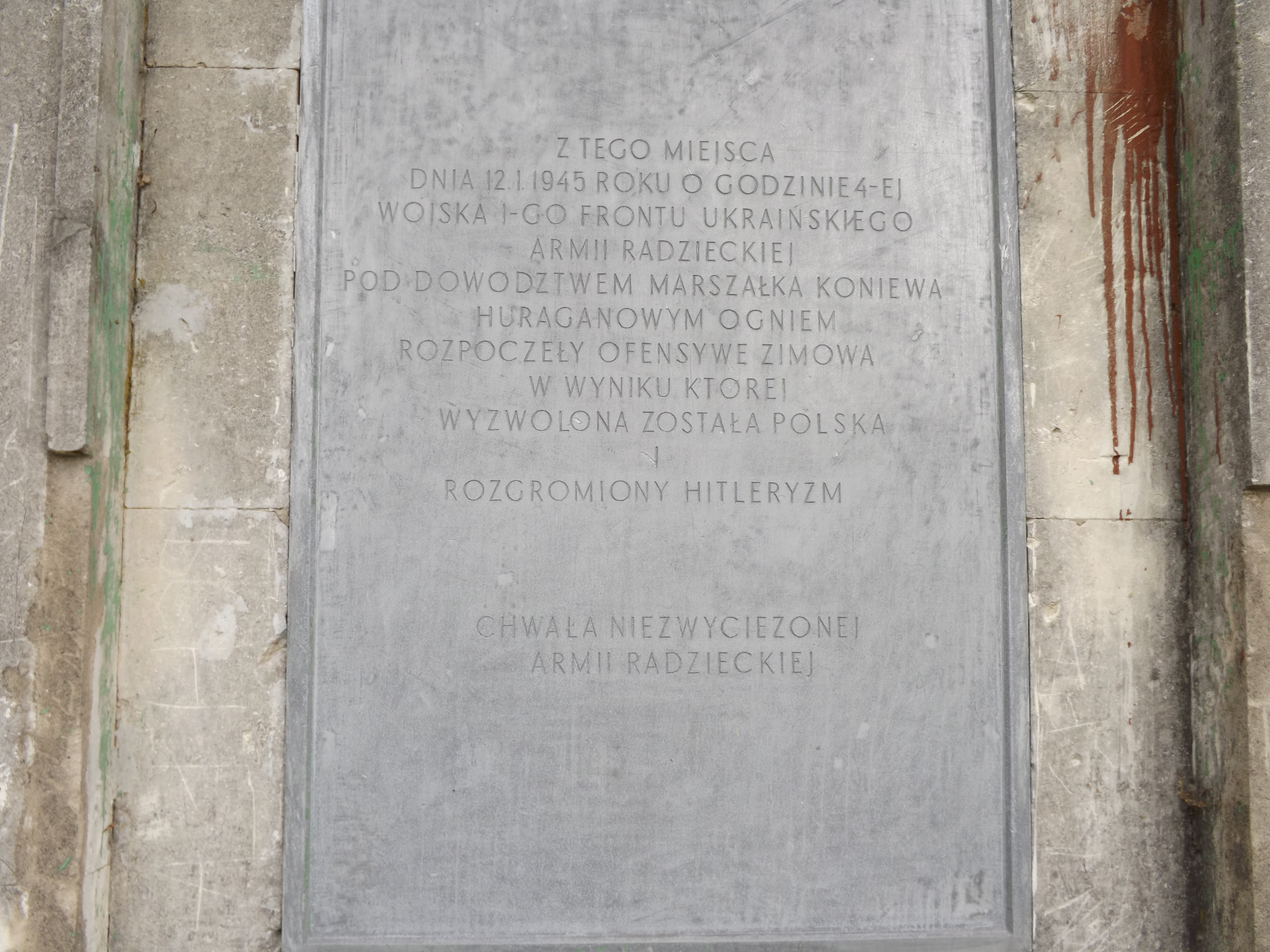
Tablica upamiętniająca operację wiślańsko-odrzańską Armii Czerwonej, której główne uderzenie przeprowadzono z przyczółka baranowsko-sandomierskiego

1 Frontem Ukraińskim dowodził marszałek Iwan Koniew, który ściśle współpracował ze skrzydłami sąsiednich frontów, a były to: lewe skrzydło 1 Frontu Białoruskiego i prawe skrzydło 4 Frontu Ukraińskiego.
Marszałek Koniew zaatakował dowodzonymi oddziałami 1 Frontu Ukraińskiego w dwóch kierunkach. Na pierwszym kierunku uderzył w stronę Kielc – Radomska – Częstochowy – Wrocławia. Na drugim kierunku w stronę Krakowa i Zagłębia Śląsko–Dąbrowskiego.
W rejonie Kielc i Chęcin radziecka 4 Armia Pancerna gen. Dmitrija Leluszenki rozgromiła jednostki Grupy Armii „A”.
15 stycznia 1945 roku Armia Czerwona wyparła Niemców z Kielc. 17 stycznia oddziały 5 Gwardyjskiej Armii i 52 Armii zdobyły Radomsko i Częstochowę. Za stoczone tam walki major Siemion Chochriakow został wyróżniony drugim tytułem Bohatera Związku Radzieckiego. 18 stycznia jednostki 5 Gwardyjskiej Armii i 4 Armii Pancernej zdobyły Piotrków Trybunalski, 19 stycznia Armia Czerwona zajęła Kraków, Łódź i około 600 innych miejscowości.
Po zdobyciu Częstochowy, działająca na tym odcinku frontu 3 Gwardyjska Armia Pancerna gen. Pawła Rybałki zmieniła kierunek natarcia z zachodniego na południowo-zachodni, w kierunku Opola i Olesna, w celu oskrzydlenia 17 Armii gen. Friedricha Schulzego na terenie okręgu przemysłowego.
18 stycznia walki trwały w rejonach miejscowości: Cykarzew, Kamyk Stary, Kroczyce, Poraj, Szarlejka, Żarki, Kłobuck, Krzepice, Ogrodzieniec, Ostrowy, Rększowice, Truskolasy, Włodowice i Wieluń.
Oddziały 52 Armii gen. Konstantina Korotiejewa, pomiędzy Kluczborkiem a Olesnem, przekroczyły dawną granicę polsko-niemiecką. 20 stycznia Armia Czerwona zajęła Lubliniec, a 21 stycznia zdobyła: Byczynę, Dobrodzień, Gorzów Śląski, Kluczbork, Zawiercie, Olesno, Komorzno, Jakubowice, Krzywiznę, Bąków, Gronowice, Chudobę, Rodawie, Myślinę, Kostów, Biskupice, Żędowice, Kolonowskie, Zawadzkie i jeszcze około 250 innych miejscowości. 22 stycznia zdobyto Głuszyce, Kowalowice, Bukową Śląską, Chwalęcice, Domaszowice, Karłowice, Ładzę, Brynicę, Łubniany, Jełową, Świercze, Grzodziec, Wierzbicę Górną, Smardy, Wołczyn, Laskowice, Strzelce Opolskie i Tarnowskie Góry. 23 stycznia zdobyto Ujazd Śląski, Toszek, Chechło, Grodzisko, Olszową, Czarnowąsy, Popielów Stary, Biadacz, Chróścice i 200 innych miejscowości. 24 stycznia Armia Czerwona zdobyła Opole, Gliwice i Chrzanów. 28 stycznia zajęto Katowice, Siemianowice Śląskie, Chorzów, Bytom i Mikołów. 30 stycznia zdobyto 100 miejscowości, m.in. Bierawę, Sośnicowice, Stanice, Kędzierzyn, Dziergowice, Kuźnię Raciborską i Wielopole.
4 i 8 lutego ruszyły kolejne natarcia w kierunku zachodnim spod Oławy i Opola. Zdobyto 60 miejscowości (Grodków, Lewin Brzeski, Oława) i oskrzydlono Wrocław od południa i południowego zachodu (zajęto wtedy wiele miejscowości w pobliżu Oławy i Strzelina). Mimo zaciętych walk i reorganizacji wojsk niemieckich (obronę wschodniej części miasta pozostawiono załodze twierdzy, kierując inne oddziały w kierunku miejsc, gdzie toczyły się potyczki) oddziały radzieckie parły wzdłuż szosy Nysa – Grodków, dochodząc na 14 km na północ od Nysy. 8 lutego ruszyły do natarcia jednostki z przyczółka ścinawskiego wojsk radzieckich w kierunku Nysy Łużyckiej. 4., 13. i 52 Armia parły szybko na zachód, a 3 Armia Pancerna zmieniła swój odcinek działań i skierowała się na południe, w kierunku Legnicy i Prochowic; tam wspomogła ją w bojach 6 Armia gen. Głuzdowskiego. 9 lutego zdobyto Legnicę i mimo sprowadzenia przez Niemców posiłków z zachodu, natarcie Armii Czerwonej rozwinęło się na głębokość 60 km w pozycjach obronnych wojsk niemieckich.
11 lutego szturm oddziałów Armii Czerwonej spod Oławy na zachód od miasta ruszył w okolicach Sobociska, Swojkowa i Węgier. Po dniu zaciekłych walk i zepchnięciu niemieckiej 269 Dywizji Piechoty w kierunku Sobótki nastąpiło zamknięcie pierścienia wokół „Festung Breslau”. Pozostała tylko linia kolejowa Wrocław – Ziębice i to ona była w swoim 8 km pasie szerokości jedyną drogą łączącą garnizon twierdzy z resztą wojsk niemieckich. Ten wąski odcinek był miejscem zaciętych walk z niemiecką 19 Dywizją Pancerną, której ów pas udało się poszerzyć, ale jedynie na krótko, bowiem skomplikowana sytuacja Niemców, a dokładnie 17 Dywizji Piechoty generała Sachsenheimera w rejonie Środy Śląskiej zmusiła 19 DPanc na pośpieszenie jej z pomocą.
W tych dniach także mimo ciągłych niemieckich kontrataków Armia Czerwona opanowała Środę Śląską, Kąty Wrocławskie, Ścinawę, Jaczów, Przemków, Chocianów i wiele innych miast. 16 lutego Wrocław został definitywnie okrążony bez braku możliwości połączenia się z oddziałami zarówno na południu, jak i na zachodzie.
Następne dni to kolejne zdobyte miasta: Zielona Góra, Żary, Świdnica, zaś 18 lutego oddziały 3 Gwardyjskiej Armii stanęły nad brzegiem Nysy Łużyckiej.
W międzyczasie północne skrzydło 1 Frontu Ukraińskiego prowadziło uderzenie na Wrocław z kierunku północnego, gdzie z marszu 25 stycznia po zaciekłych walkach w okolicach Sycowa zajęta została Oleśnica. 26 stycznia wojska radzieckie zdobyły Trzebnicę i jeszcze tego samego dnia pierwsze oddziały Armii Czerwonej sforsowały Odrę i okrążyły Ścinawę oraz zaczęły rozbudowywać silny przyczółek, jednocześnie rozpoczynając likwidację załogi Ścinawy. 27 stycznia 13 Armia zdobyła Wołów, Oborniki Śląskie i Brzeg Dolny z filią obozu koncentracyjnego Groß-Rosen.
10 lutego po przegrupowaniu, 1 Front Ukraiński przeszedł do pościgu za wojskami niemieckimi, mając za zadanie sforsowanie rzek Bóbr i Kwisa, aby uniemożliwić dowództwu niemieckiemu zorganizowanie kolejnej rubieży obrony. 11 lutego 6 Gwardyjski Korpus Zmechanizowany, pod dowództwem płk. Wasyla Orłowa (4 Armia Pancerna), osiągnął Bóbr w rejonie Gorzupii Dolnej, sforsował rzekę oraz zdobył przyczółek na zachodnim brzegu Bobru. 12 lutego 10 Korpus Pancerny płk. Niła Czuprowa rozpoczął forsowanie Bobru (nieco na północ od Żagania). Radziecka 13 Armia ruszyła w kierunku Żagania, Gwardyjski Korpus Zmechanizowany powiększył swój przyczółek w rejonie Gorzupia do 8 km szerokości i 4 km głębokości. Wykorzystując to powodzenie, nad rzekę wyszła 13 Armia. 13 lutego 4 Gwardyjska Armia Pancerna ze zdobytych przyczółków ruszyła na Lubsko i Żary i gdy zajęła Bieniów, 6 Gwardyjski Korpus Zmechanizowany przedarł się przez Jasień i około 19:00 rozpoczął walki o Lubsko. Radziecki 10 Korpus Pancerny zdobył w godzinach popołudniowych Żary i pozostawiając w mieście 62 BPanc, ruszył w kierunku Nysy Łużyckiej.
14 lutego oddziały 4 Armii Pancernej zdobyły Lubsko, a 6 Gwardyjski Korpus Zmechanizowany dotarł do Nysy Łużyckiej, w rejonie Gubina. Do Nysy Łużyckiej dotarły również wojska
10 Korpusu Pancernego. Próba sforsowania rzeki nie powiodła się; wojska przeszły do obrony, co stwarzało groźbę odcięcia walczących nad Nysą Łużycką oddziałów pancernych od głównych sił frontu. 18 lutego oddziały 13 Armii zajęły Żagań.
Wehrmacht dostrzegł tę sytuację i postanowił ją wykorzystać, realizując pod Stargardem operację „Sonnenwende”. Wojska niemieckie zamierzały koncentrycznymi uderzeniami wykonanymi przez XXXX Korpus Pancerny, z północy (spod Krzystkowic) oraz Korpus Pancerny Großdeutschland, z południa (rejon pomiędzy Żarami a Żaganiem), zamknąć wyłom na zachodnim brzegu Bobru, wyprzeć stamtąd wojska radzieckie i odtworzyć na tyłach odciętych oddziałów radzieckich ciągły front obrony.

## Siły stron

### Siły radzieckie[a]
- 1 Front Białoruski (marszałek Gieorgij Żukow)
  - 47 Armia (gen. por. Nikołaj Gusiew)
  - 3 Armia Uderzeniowa (gen. por. Nikołaj Simoniak)
  - 61 Armia (gen. płk Paweł Biełow)
  - 1 Gwardyjska Armia Pancerna (gen. płk Michaił Katukow)
  - 2 Gwardyjska Armia Pancerna (gen. płk Siemion Bogdanow)
  - 5 Armia Uderzeniowa (Przyczółek warecko-magnuszewski) (gen. por./gen. płk Nikołaj Bierzarin)
  - 8 Gwardyjska Armia (Przyczółek warecko-magnuszewski) (gen. płk Wasilij Czujkow)
  - 69 Armia (przyczółek Puławy) (gen. płk Władimir Kołpakczi)
  - 33 Armia (przyczółek Puławy) (gen. płk Wiaczesław Cwietajew)
- 1 Front Ukraiński (Przyczółek baranowsko-sandomierski) (marszałek Iwan Koniew)
  - 6 Armia (gen. por. Władimir Głuzdowski)
  - 3 Gwardyjska Armia (gen. płk Wasilij Gordow)
  - 13 Armia (gen. płk Nikołaj Puchow)
  - 4 Armia Pancerna (gen. płk Dmitrij Leluszenko)
  - 3 Gwardyjska Armia Pancerna (gen. płk Paweł Rybałko)
    - 6 Gwardyjski Korpus Pancerny[12]
    - 9 Korpus Zmechanizowany

  - 52 Armia (gen. płk Konstantin Korotiejew)
  - 5 Gwardyjska Armia (gen. płk Aleksiej Żadow)
  - 59 Armia (gen. płk Iwan Korownikow)
  - 60 Armia (gen. płk Pawieł Kuroczkin)

### Siły polskie
- 1 Armia Wojska Polskiego (gen. dyw. Stanisław Popławski) – 1 Front Białoruski
- 2 Armia Wojska Polskiego – 1 Front Ukraiński[13]

### Siły niemieckie[b]
- Grupa Armii „Środek”[c] (gen. płk Georg-Hans Reinhardt, od 27 stycznia gen. płk Lothar Rendulic, od 12 marca gen. płk Walter Weiss)
  - 3 Armia Pancerna (gen. płk Erhard Raus, od 12 marca gen. wojsk panc. Hasso von Manteuffel)
    - XXVIII Korpus Armijny
      - 58 Dywizja Piechoty
      - 95 Dywizja Piechoty
      - 607 Dywizja do Zadań Specjalnych

    - IX Korpus Armijny
      - 286 Dywizja Piechoty
      - 551 Dywizja Grenadierów Ludowych
      - 548 Dywizja Grenadierów Ludowych
      - 561 Dywizja Grenadierów Ludowych
      - 56 Dywizja Piechoty

    - XXVI Korpus Armijny
      - 69 Dywizja Piechoty
      - 1 Dywizja Piechoty
      - 349 Dywizja Grenadierów Ludowych
      - 549 Dywizja Grenadierów Ludowych

  - 4 Armia (gen. piech. Friedrich Hossbach, od 29 stycznia gen. piech. Friedrich Müller)
    - Korpus Pancerno-Spadochronowy „Hermann Göring”
      - 61 Dywizja Piechoty
      - 2 Dywizja Pancerno-Spadochronowa „Hermann Göring”

    - XXXXI Korpus Pancerny
      - 21 Dywizja Piechoty
      - 28 Dywizja Strzelecka
      - 50 Dywizja Piechoty
      - 367 Dywizja Piechoty
      - 170 Dywizja Piechoty

    - VI Korpus Armijny
      - 558 Dywizja Grenadierów Ludowych
      - 131 Dywizja Piechoty
      - 541 Dywizja Grenadierów Ludowych
      - Grupa Dywizyjna „Hannibal”

    - LV Korpus Armijny
      - 203 Dywizja Piechoty
      - 562 Dywizja Grenadierów Ludowych
      - 547 Dywizja Grenadierów Ludowych

    - W dyspozycji 4 Armii
      - 5 Dywizja Pancerna
      - 1 Dywizja Pancerno-Spadochronowa „Hermann Göring”

  - 2 Armia (gen. płk Walter Weiss, od 12 marca gen. wojsk panc. Dietrich Saucken)
    - XX Korpus Armijny
    - XXIII Korpus Armijny
    - XXVII Korpus Armijny
    - Dyspozycja Grupy Armii „Środek”
      - 7 Dywizja Pancerna
      - 20 Dywizja Pancerna
      - 18 Dywizja Grenadierów Pancernych
      - Grupa Korpuśna „Hauser”
        - 605 Dywizja do Zadań Specjalnych
        - 23 Dywizja Piechoty
        - 10 Brygada Rowerowa
- Grupa Armii „A”[d] (gen. płk Josef Harpe, od 18 stycznia gen. płk Ferdinand Schörner)
  - 9 Armia (gen. wojsk panc. Smilo von Lüttwitz, od 20 stycznia gen. piech. Theodor Busse)
    - XXXXVI Korpus Pancerny
      - 73 Dywizja Piechoty
      - Dywizja Forteczna „Warszawa”
      - 337 Dywizja Grenadierów Ludowych
      - 1 Brygada Zaporowa

    - VIII Korpus Armijny
    - LVI Korpus Pancerny
      - 17 Dywizja Piechoty
      - 214 Dywizja Piechoty

  - 4 Armia Pancerna (gen. wojsk panc. Fritz Graeser)
    - XXXXII Korpus Armijny
    - XXXXVIII Korpus Pancerny

- - 17 Armia (gen. piech. Friedrich Schulz)
    - LIX Korpus Armijny
    - XI Korpus SS

  - Grupa Armijna „Heinrici” (1 Armia Pancerna)[e] (gen. płk Gotthard Heinrici)
    - XI Korpus Armijny
      - 253 Dywizja Piechoty
      - 75 Dywizja Piechoty
      - 5 Dywizja Rezerwowa (węgierska)
      - 100 Dywizja Strzelecka

    - XXXXIX Korpus Górski
      - 101 Dywizja Strzelecka
      - 254 Dywizja Piechoty
      - 97 Dywizja Strzelców
      - 1 Dywizja Narciarska
      - 2 Dywizja Rezerwowa (węgierska)

    - 1 Armia (węgierska)
      - V Korpus Armijny (węgierski)
        - 16 Dywizja Piechoty (węgierska)
        - 24 Dywizja Piechoty (węgierska)
        - 1 Brygada Górska (węgierska)

    - 154 Dywizja Szkolno-Polowa

  - Dyspozycja Grupy Armii „A”
    - XXIV Korpus Pancerny
    - XXXX Korpus Pancerny
    - 48 Dywizja Grenadierów Ludowych
    - 344 Dywizja Piechoty
    - 14 Dywizja Grenadierów SS
    - 391 Dywizja Bezpieczeństwa
    - 182 Dywizja Rezerwowa
    - 601 Dywizja do Zadań Specjalnych
    - 602 Dywizja do Zadań Specjalnych
    - 603 Dywizja do Zadań Specjalnych
    - 608 Dywizja do Zadań Specjalnych
- Odwody OKH w rejonie działania Grup Armii „Środek” i „A”
  - Korpus Pancerny „Großdeutschland”
    - Dywizja Grenadierów Pancernych „Großdeutschland”
    - Dywizja Grenadierów Pancernych „Brandenburg”

  - 83 Dywizja Piechoty

## Upamiętnienie

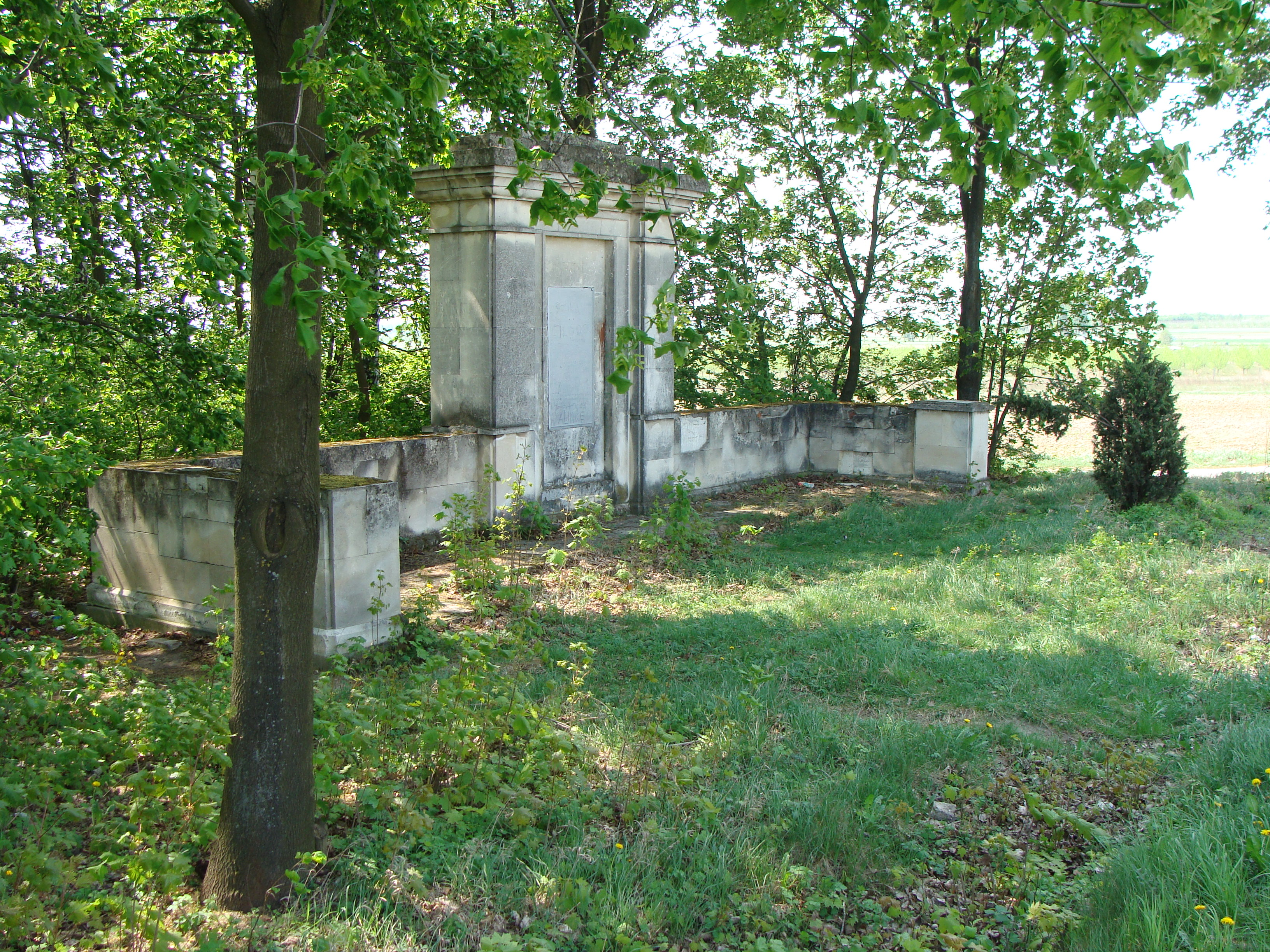
Pomnik w miejscowości Mokre upamiętniający operację wiślańsko-odrzańską Armii Czerwonej

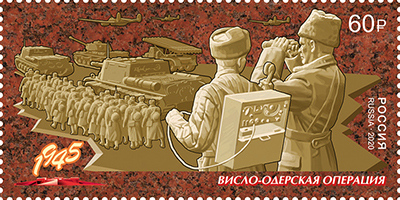
Rosyjski znaczek pocztowy z 2020 roku upamiętniający operację wiślańsko-odrzańską

Główne uderzenie operacji wiślańsko-odrzańskiej przeprowadzono z przyczółka baranowsko-sandomierskiego, co upamiętniono w miejscowości Mokre w okresie Polski Ludowej pomnikiem z napisem, cyt:

Z tego miejsca dnia 12.I.1945 roku o godzinie 4-tej wojska 1-go Frontu Ukraińskiego Armii Radzieckiej pod dowództwem marszałka Koniewa huraganowym ogniem rozpoczęły ofensywę zimową, w wyniku której wyzwolona została Polska. Rozgromiony hitleryzm. Chwała niezwyciężonej Armii Radzieckiej.